# Верх-Каргат (Здвинский район)

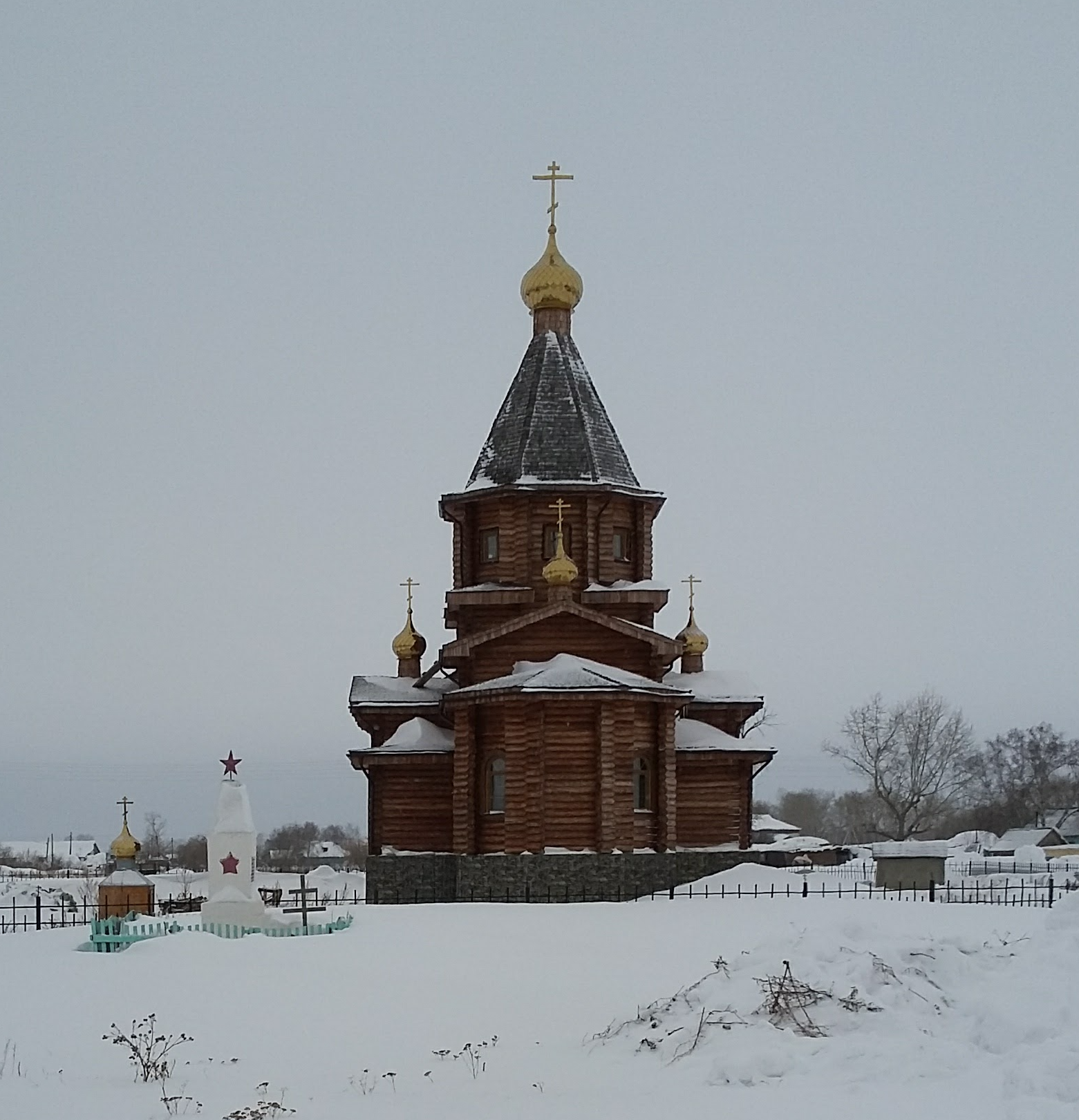
Церковь в Верх-Каргате

Верх-Каргат — село в Здвинском районе Новосибирской области. Административный центр Верх-Каргатского сельсовета.

## География
Село расположено в центральной части района в 28 км от Здвинска на берегах реки Каргат. Местность равнинная, лесостепная.

## История
Село было основано в 1770 году, первым на территории Здвинского района. По документам переписи населения 1926 года именовалось деревней Дурманка, позднее это название вышло из употребления.
В селе находится братская могила борцов за власть Советов. Установлен мемориал павшим воинам в ВОВ.

## Население
| 2002 | 2007 | 2010 |
| ---- | ---- | ---- |
| 963  | ↘904 | ↘828 |

Хотя село было основано ещё в конце XVIII века, численность населения оставалось низкой до начала XX века, когда оно увеличилось во много раз за несколько лет.
Бурный рост совпадает по времени с запуском Трансибирской Магистрали и произошел за счет переселенцев из Центральной России:
- 1891 год — 41 человек
- 1900 год — 739 человек
- 1902 год — 2326 человек
- 2010 год — 1015 человек

## Организации
- Администрация Верх-Каргатского сельского поселения
- Дом культуры
- Хор ветеранов
- Отделение «Почты России», индекс — 632956
- Средняя школа
- Больница
- Детский сад «Колосок»
- Цех по производству и упаковке сырных изделий ООО «Томаз»

## Транспорт
Через село проходит автомобильная дорога Здвинск — Довольное.
Осуществляется автобусное сообщение.
3 июня 2009 года в селе был открыт новый мост через реку Каргат, связавший право- и левобережные части села.